# Helmut Knochen
Helmut Knochen (14. března 1910 Magdeburg – 4. dubna 2003 Offenbach am Main) byl válečný zločinec a důstojník SS a SD v hodnosti SS-Standartenführer za druhé světové války, kdy působil jako vrchní velitel bezpečnostní policie a SD v Paříži.

## Životopis
Narodil se 14. března roku 1910 v saském městě Magdeburg jako syn učitele a kapitána dělostřelectva, který bojoval v bitvě u Verdunu, Karla Knochena.
Po maturitě započal studium na univerzitě v Lipsku a poté i v Göttingenu, kde studoval historii a angličtinu. Nakonec studia úspěšně dokončil a získal titul doktora filozofie.
Poté vyučoval žurnalistiku a stal se redaktorem v místních novinách. V roce 1932 vstoupil do NSDAP a o rok později do SA. Následující rok přestoupil do SS. Roku 1937 již v hodnosti SS-Untersturmführer (poručík) byl jmenován šéfem oddělení 113 (politický nepřítel) na hlavním úřadu bezpečnostní služby (SD-Hauptamt).
Během listopadu roku 1939 se zúčastnil akce u Venlo, kde byli zajati dva britští agenti. Za zásluhy při této akci mu byly osobně Adolfem Hitlerem uděleny oba dva stupně železného kříže.
Na hlavním úřadu bezpečnostní služby zůstal až do poloviny roku 1940.

## Shrnutí vojenské kariéry

### Data povýšení
- SS-Untersturmführer - 1937
- SS-Obersturmführer - 1938
- SS-Hauptsturmführer
- SS-Sturmbannführer
- SS-Obersturmbannführer - 1941
- SS-Standartenführer - 1942

### Přehled vyznamenání
- Železný kříž I. třídy
- Železný kříž II. třídy
- Sudetská pamětní medaile se sponou Pražský hrad
- Medaile za Anschluss
- Totenkopfring
- Čestný meč Reichsführera SS
- Čestný prýmek starého bojovníka